# Payo Enríquez de Rivera
Payo Enríquez de Rivera Manrique, chiamato a volte Payo Enríquez Afán de Rivera Manrique (Siviglia, 12 aprile 1622 – Avila, 8 aprile 1684), è stato un arcivescovo cattolico spagnolo che ricoprì gli incarichi di vescovo di Santiago di Guatemala (1657-67), arcivescovo di Città del Messico (1668-81) e viceré della Nuova Spagna (dal 13 dicembre 1673 al 30 novembre 1680).

## Carriera ecclesiastica
Enríquez de Rivera nacque a Siviglia, Spagna, figlio naturale del governatore del ducato di Milano e viceré di molti possedimenti spagnoli Fernando Afán de Ribera y Enríquez. Entrò nell'ordine di Sant'Agostino a Madrid. Si laureò all'università di Osuna per poi insegnare teologia nello stesso ateneo ed a Burgos, Valladolid ed Alcalá. Conobbe il re Filippo IV di Spagna, che iniziò a stimarlo molto. Enríquez fu superiore di numerosi monasteri agostiniani della Castiglia.
Nel 1657 fu eletto vescovo di Santiago di Guatemala. In Guatemala ordinò i primi Betlemiti ed iniziò la costruzione dell'ospedale di San Pedro.
Il 16 gennaio 1668 fu trasferito presso la diocesi di Michoacán, Nuova Spagna, ma durante il tragitto fu informato del fatto che era stato nominato arcivescovo di Città del Messico. Ricoprì questo incarico dal 17 settembre 1668 al 30 giugno 1681, quando si dimise.

## Viceré della Nuova Spagna
Alla morte del viceré Pedro Nuño Colón de Portugal, il 13 dicembre 1673, l'arcivescovo Eníquez divenne il nuovo viceré, secondo le istruzioni che la regina reggente Maria Anna d'Austria aveva segretamente inviato all'Inquisizione locale. Quel giorno l'inquisitore Juan de Ortega presentò le nuove istruzioni all'Audiencia, ed il governo fu dato in mano all'arcivescovo.
Tra le sue opere da viceré vi furono numerosi progetti pubblici, non solo a Città del Messico ma anche nel resto del territorio. Migliorò il palazzo del viceré continuando la costruzione del sistema di drenaggio della Valle del Messico. Costruì molti ponti sopra i canali d'acqua della capitale. Iniziò la ricostruzione della chiesa di San Augustín (che in seguito contenne la Biblioteca Nazionale) dopo che un incendio l'aveva rasa al suolo. Portò l'acqua potabile a Villa de Guadalupe, e riparò la strada che portava a Guadalupe.
Su istruzioni della corona inviò una missione gesuita in California. Accolse l'Ordine dei Fratelli di Betlemme in Nuova Spagna, e ribadì il divieto reale di imporre la schiavitù agli indiani. La zecca di Città del Messico coniò le prime monete d'oro il 6 giugno 1675. Nel 1667 il viceré fondò il villaggio di Paso del Norte (oggi Ciudad Juárez), sul Río Bravo e costruì la strada per Albuquerque. Quello stesso anno furono scoperti banchi di ostriche nel porto di Zihuatanejo.

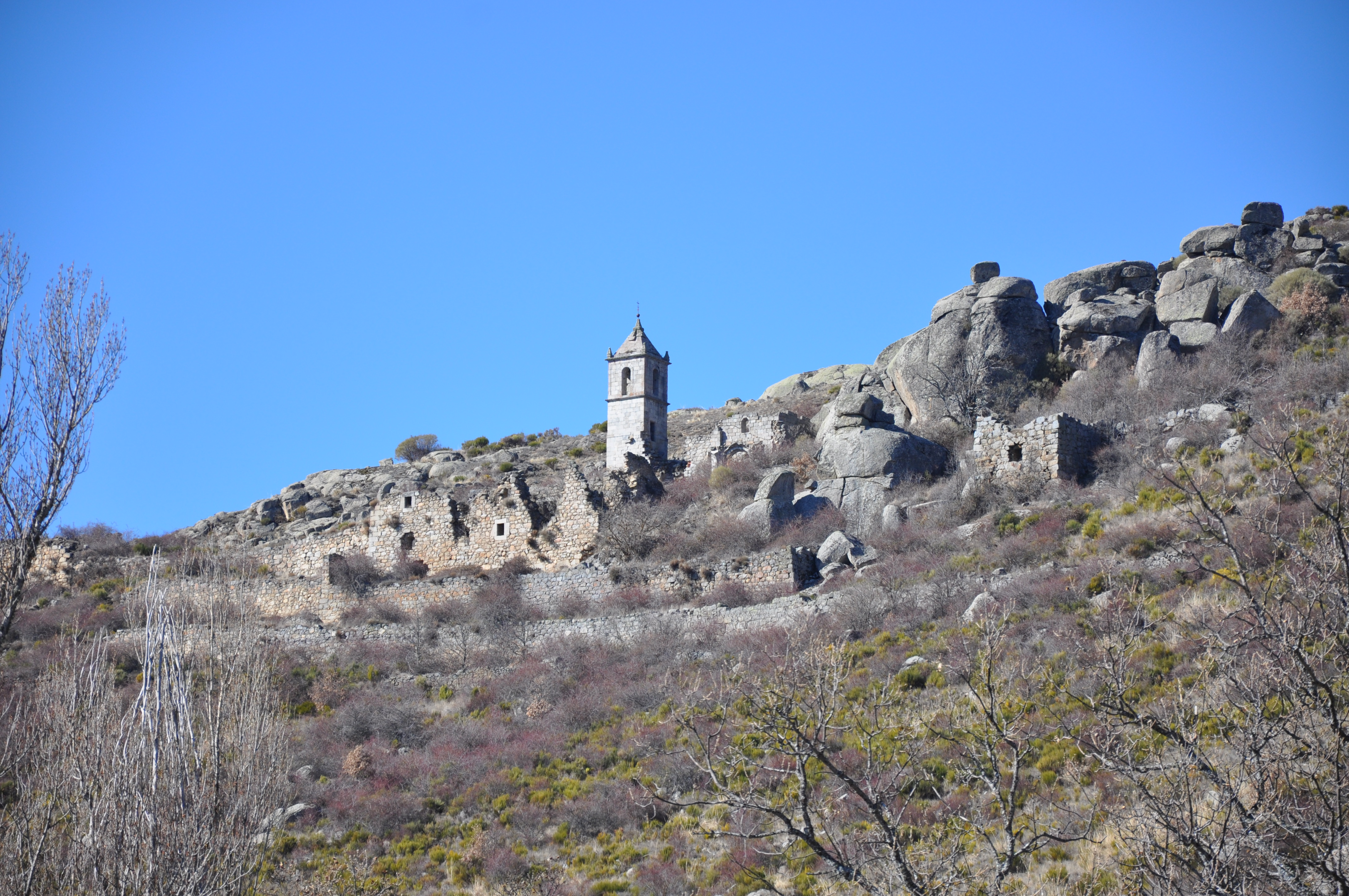
Monastero di El Risco, Ávila

Riformò (di nuovo) l'Armada de Barlovento per difendere la costa del Golfo dai pirati. I pirati inglesi saccheggiarono il Campeche il 22 settembre 1678. Con questi sforzi gli inglesi furono cacciati dal Río Coatzacoalcos e dalla Laguna de Términos.

## Ultima parte di carriera
Sopraffatto dalla doppia responsabilità, Enríquez de Rivera diede le dimissioni da entrambi i compiti. Quando furono accettate tornò in Spagna, partendo il 30 giugno 1681. La biblioteca che aveva accumulato in Messico fu donata all'Oratorio di San Filippo Neri. In Spagna rifiutò la sede vescovile di Cuenca e la presidenza del Consiglio delle Indie, ritirandosi nel monastero di El Risco ad Avila, dove morì nel 1684.

## Genealogia episcopale e successione apostolica
La genealogia episcopale è:
- Vescovo Melchor Soria Vera
- Vescovo Diego Castejón Fonseca
- Vescovo Hernando de Ramírez y Sánchez, O.SS.T.
- Vescovo Alonso de Briceño, O.F.M.
- Arcivescovo Payo Enríquez de Rivera Manrique, O.S.A.

La successione apostolica è:
- Arcivescovo Juan de Ortega Cano Montañez y Patiño (1675)
- Vescovo Manuel Fernández de Santa Cruz y Sahagún (1675)
- Vescovo Diego de Aguilar, O.P. (1677)
- Vescovo Juan Durán, O. de M. (1681)